# Marsilio Ficino
Marsilio Ficino (AFI: /marˈsiljo fiˈʧino/; Figline Valdarno, 20 ottobre 1433 – Careggi, 1º ottobre 1499) è stato un filosofo, umanista e astrologo italiano, fra i più influenti del primo Rinascimento italiano.
In contatto con i maggiori accademici del suo tempo, fu seguace del neoplatonismo e il primo traduttore delle opere complete di Platone in latino, la cui dottrina egli considerava propedeutica alla fede cristiana tanto da affermare: 
(Marsilio Ficino, Introduzione alle Enneadi, 1492)
La sua Accademia fiorentina, un tentativo di far rivivere l'Accademia di Platone, ebbe notevole influenza sullo sviluppo della cultura europea dell'epoca.

## La vita e le opere
Nato dal medico personale di Cosimo il Vecchio, Diotifeci d'Agnolo, e da Alessandra di Nanoccio, studia a Firenze sotto la guida di Luca de Bernardi e Comando Comandi e apprende le prime nozioni di greco da Francesco da Castiglione, mentre sarebbe da smentire la notizia riportata nella Vita Ficini di Giovanni Corsi, scritta nel 1506, che sia stato allievo del Platina.
Il suo primo maestro di filosofia è il folignate Niccolò Tignosi, medico aristotelico autore di un De anima e di un De ideis. Conseguenza di questi insegnamenti è la sua Summa philosophiae, un gruppo di scritti in latino dedicati a Michele Mercati intorno al 1454 in cui il Ficino tratta di fisica, di logica, di Dio e di aliae multae quaestiones. Nella dedica all'amico scrive di volerlo introdurre «a quegli studi che devono impegnare la nostra età, secondo la regola del nostro Platone».
Studia Epicuro e Lucrezio, scrivendo intorno al 1457 i Commentariola in Lucretium, che distruggerà nel 1492, il De voluptate ad Antonium Calisianum, il De virtutibus moralibus e il De quattuor sectis philosophorum, dove tratta di questioni morali e dell'anima riportando opinioni platoniche, aristoteliche, epicuree e stoiche, e l'exercendae memoriae gratia, come esercitazione mnemonica e senza pretese sistematiche.
Nel 1456 scrive vari libri di Institutionum ad platonicam disciplinam, perduti, tratti da fonti latine e per questo motivo trascurati per la sentita esigenza di "abbeverarsi" alla diretta fonte greca. Sembra che il suo interesse al platonismo abbia indotto l'arcivescovo fiorentino Antonino Pierozzi, preoccupato di possibili deviazioni del Ficino verso eresie platoniche, a consigliargli di studiare sia medicina a Bologna sia l'opera di Tommaso d'Aquino. Ma la permanenza a Bologna dal 1457 al 1458, testimoniata da Zanobi Acciaiuoli, non è documentata e resta certo l'ininterrotto interesse per la filosofia platonica e neo-platonica.

### L'Accademia e la «pia filosofia»

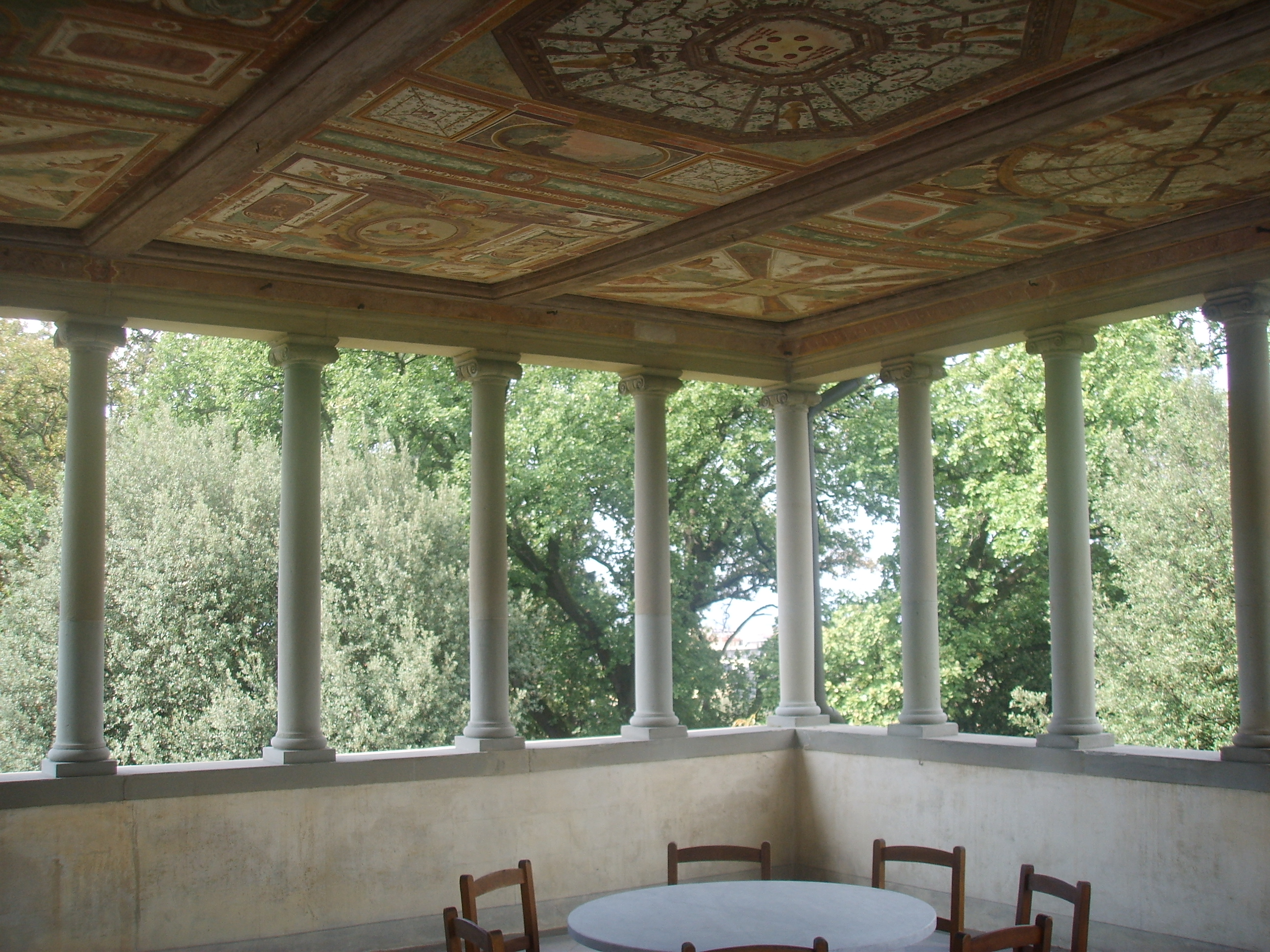
Loggia della Villa medicea di Careggi

Intorno al 1460 traduce Alcinoo, Speusippo, i versi attribuiti a Pitagora e l'Assioco attribuito a Senocrate. Tradotti gli inni di Orfeo, di Omero, di Proclo e la Teogonìa di Esiodo, riceve in dono da Cosimo de' Medici un codice platonico e una villa a Careggi, che diverrà nel 1462 sede della nuova Accademia Platonica, fondata dallo stesso Ficino per volere di Cosimo, con il compito di studiare le opere di Platone e dei platonici, al fine di promuoverne la diffusione.
Qui inizia la traduzione, nell'aprile del 1463, dei Libri ermetici (Corpus hermeticum), portati in Italia dalla Macedonia da Leonardo da Pistoia; la sua opera di traduzione avrà un notevole influsso nel pensiero rinascimentale europeo. Il Ficino vede in quella sapienza antica la presenza di una rivelazione, di una pia philosophia che si è attuata nel cristianesimo ma della quale l'umanità di tutti i tempi era sempre stata partecipe. Nella dedica a Cosimo, scrive che Ermete Trismegisto «per primo disputò con grandissima sapienza della maestà divina, della gerarchia degli spiriti» (daemonum ordine), «della trasmigrazione delle anime. Per primo fu chiamato teologo: lo seguì, secondo teologo, Orfeo, poi Aglaofamo, Pitagora e Filolao, maestro del nostro divino Platone».
Esiste dunque, secondo Ficino, una concorde e antica tradizione teologica, «una priscae theologiae undique sibi consona secta», che nasce con Ermete e culmina con Platone. La «pia filosofia», antitetica alle correnti di pensiero atee e materialiste, si propone di sottrarre l'anima dagli inganni dei sensi e della fantasia per elevarla alla mente; questa percepisce la verità, l'ordine di tutte le cose, sia esistenti in Dio che emanate da Lui, grazie all'illuminazione divina, affinché l'uomo, tornato fra i suoi simili, possa renderli partecipi delle verità rivelategli dalla fonte divina (divino numine revelata).
La sua traduzione latina del Corpus hermeticum, già tradotto in volgare nel 1463 da Tommaso Benci, viene stampata nel 1471; nel 1462 inizia la traduzione latina dei dialoghi platonici, conclusa forse nel 1468, e vi aggiunge nel tempo i suoi commenti: intorno al 1474 quelli al Filebo, al Fedro e al Convivio (tradotto anche in italiano), nel 1484 al Timeo, e nel 1494 al Parmenide. e al Sofista.

### Teologia platonicae altri lavori
Dal 1469 al 1474 stende l'opera più importante, i diciotto libri della Theologia platonica de immortalitate animarum, dedicata a Lorenzo de' Medici. Dopo aver preso i voti sacerdotali il 18 dicembre 1473, compone la Religione cristiana, in italiano, di cui darà poi la versione latina nella De christiana religione. Dal 1475 al 1476 scrive la Disputatio contra iudicium astrologorum e nel 1481 viene dato alle stampe il suo Consiglio contro la pestilenza, dopo il flagello dell'epidemia del 1478.

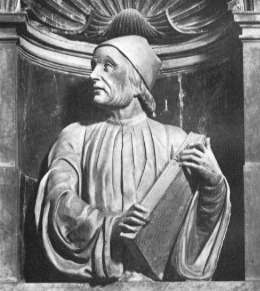
Busto di Marsilio Ficino, opera di Andrea Ferrucci (1522) in Santa Maria del Fiore, Firenze

Nel 1484 inizia la traduzione delle Enneadi di Plotino e dal 1488 al 1493 traduce le opere di Giamblico, Proclo, Prisciano, Porfirio, Sinesio, Teofrasto, Michele Psello, la Mistica teologia e i Nomi divini dello Pseudo-Dionigi, e i frammenti di Atenagora di Atene: con questo ampio corpus platonico il Ficino persegue la sua teorizzazione della continuità della tradizione teologica da Ermete ai platonici prolungatasi attraverso Dionigi Areopagita, Agostino, Apuleio, Boezio, Macrobio, Avicebron, Al-Farabi, Avicenna, Duns Scoto, Bessarione e il Cusano.
I tre libri del De vita, usciti nel 1489, gli procurano accuse di magia dalle quali si difende con un'Apologia; nel 1495 pubblica dodici libri di Epistulae che comprendono anche opuscoli scritti dal 1476 al 1491, come il De furore divino, la Laus philosophiae, il De raptu Pauli, le Quinque claves Platonicae sapientiae, il De vita Platonis, i De laudibus philosophiae, l'Orphica comparatio Solis ad Deum, la Concordia Mosis et Platonis, gli Apologi de voluptate quattuor.
Lascia incompiuto un Commento a San Paolo per la morte sopraggiunta a sessantasei anni, nel 1499. È sepolto nel duomo di Santa Maria del Fiore, dove un monumento lo celebra come il maggior filosofo fiorentino.

## La dottrina
È noto come Aristotele concepisca l'essere umano come sinolo, unità ordinata e indissolubile di materia e forma, di corpo e anima, cosicché il suo principale commentatore dell'antichità Alessandro di Afrodisia poteva ben dedurne esplicitamente la mortalità dell'anima contemporanea a quella del corpo. Al contrario, Platone aveva già distinto le due sostanze, concedendo all'anima una vita separata e indipendente dal destino del corpo.

A questa concezione aderisce Ficino, che in polemica contro Aristotele esalta la dottrina platonica, al punto da interpretarla come una forma di religiosità propedeutica alla fede cristiana. La sua Theologia platonica o De immortalitate animarum si apre dunque con un 
(Ficino, Theologia Platonica, I, 1)

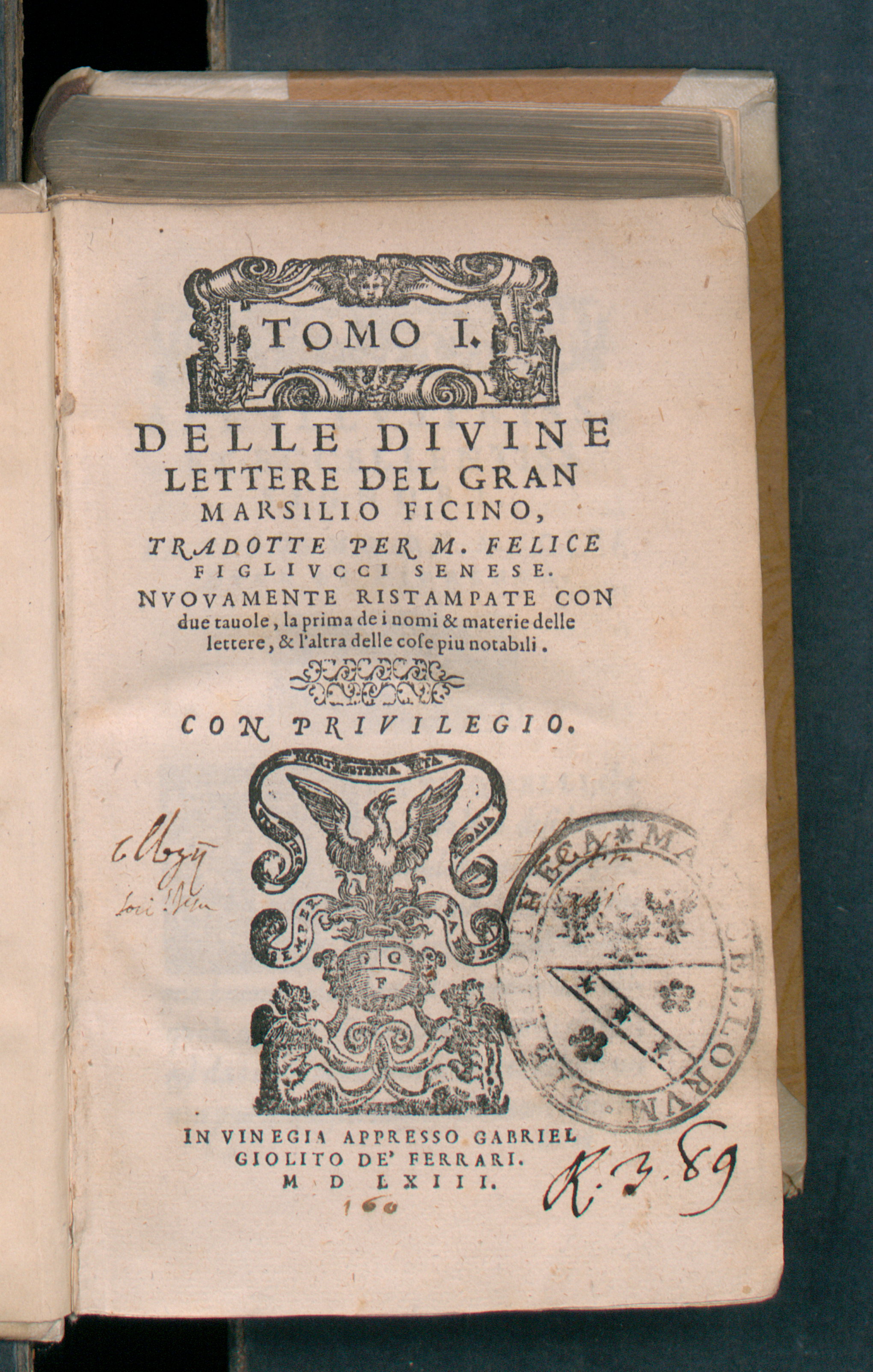
Delle divine lettere del gran Marsilio Ficino, frontespizio di una edizione del 1563

Per comprendere la sostanza dell'anima è necessario comprendere la struttura dell'universo, composto da cinque livelli gerarchici:
- Dio;
- gli angeli;
- le anime;
- le qualità;
- la materia.

Al grado inferiore sta la materia, concepita, seguendo Averroè, come pura quantità: «La materia non ha di per sé nessuna forza che possa produrre le forme», diversamente da chi, come Avicebron, la concepisce come «sostanza produttrice di forme, fonte piuttosto che soggetto delle forme».
È la qualità il principio formale che dà sostanza alle realtà corporee, grazie a «una sostanza incorporea che penetra attraverso i corpi, della quale sono strumento le qualità corporee»: questa sostanza incorporea nell'uomo si eleva al rango di anima «che genera la vita e il senso della vita anche dal fango non vivente».
Al di sopra delle anime sono gli angeli: «Sopra quelli intelletti che alli corpi s'accostano, cioè l'anime ragionevoli, non è dubbio che sono assai menti, dal commercio dei corpi al tutto divise»; e se l'intelletto dell'anima «è mobile e parte interrotto e dubbio», l'intelletto angelico è «stabile tutto, continuo e certissimo».
Al di sopra del tutto è Dio, che è unità, bontà e verità assoluta, fonte di ogni verità e di ogni vita, è atto e vita assoluta: «Dove un continuo atto e una continua vita dura, quivi è un immenso lume d'una assolutissima intelligenza» che è luce per gli uomini perché si riflette in tutte le cose. Attraverso Dio «tutte le cose son fatte, e però Iddio si trova in tutte le cose e tutte le cose si veggono in lui... Iddio è principio, perché da lui ogni cosa procede; Iddio è fine, perché a lui ogni cosa ritorna, Iddio è vita e intelligenza, perché per lui vivono le anime e le menti intendono».
Dio e materia rappresentano i due estremi della natura, e la funzione dell'anima, che è considerata, diversamente da Aristotele e da Tommaso, realtà in sé e non solamente forma del corpo, è quella di incarnarsi per riunire lo spirito e la corporeità:
(Ficino, Theologia Platonica, 1474)

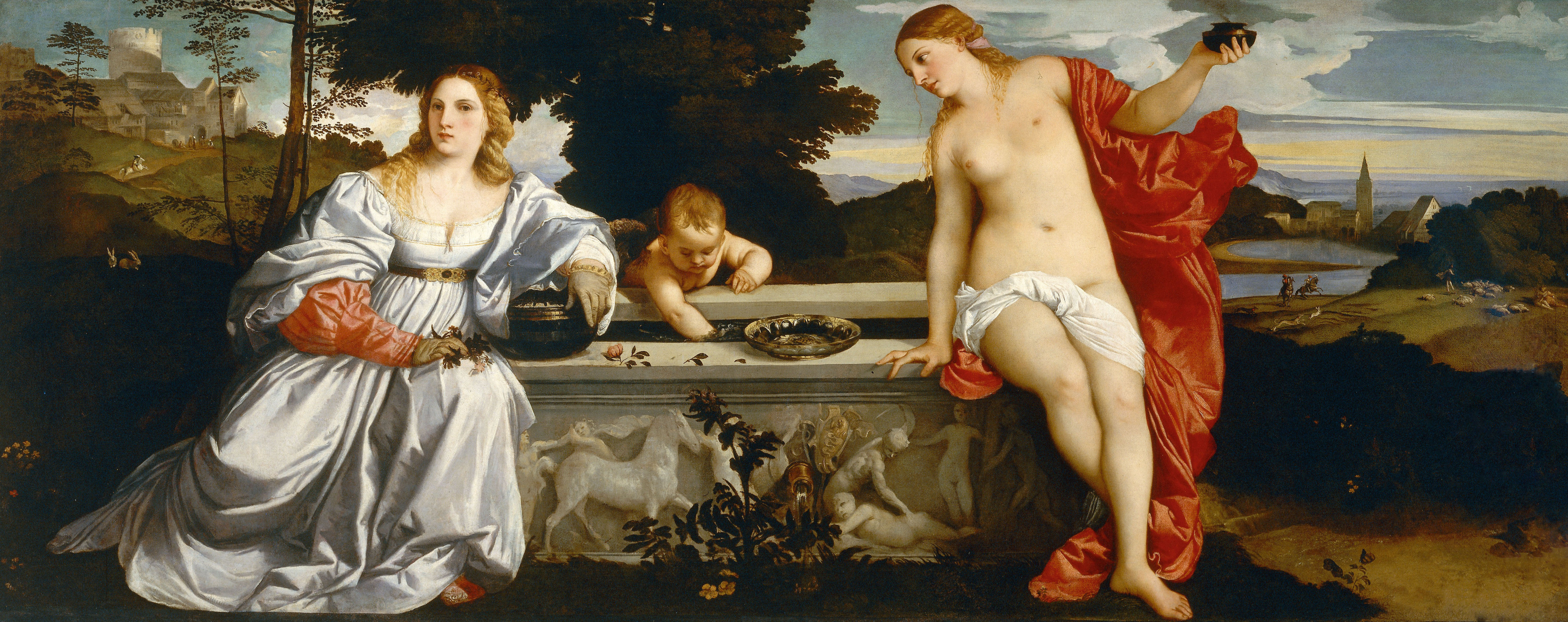
Amore sacro e amor profano (Tiziano): eros come mediatore dei contrari

La "copula mundi" è l'anima razionale che «ha sede nella terza essenza, possiede la regione mediana della natura» (obtinet naturae mediam regionem) «e tutto connette in unità». La sua opera unificatrice è resa possibile dall'amore, inteso come movimento circolare attraverso il quale Dio si disperde nel mondo a causa della sua bontà infinita, per poi produrre nuovamente negli uomini il desiderio di ricongiungersi a Lui. L'amore di cui parla Ficino è l'eros di Platone, che per l'antico filosofo greco svolgeva appunto la funzione di tramite fra il mondo sensibile e quello intelligibile, ma Ficino lo intende anche in un senso cristiano perché, a differenza di quello platonico, l'amore per lui non è solo attributo dell'uomo ma anche di Dio.
Lo stesso Platone viene interpretato in una chiave di lettura che oggi definiamo piuttosto neoplatonica, sebbene Ficino non faccia distinzione tra platonismo e neoplatonismo. Per lui esiste una sola filosofia, che consiste nella riflessione su quelle verità eterne, le Idee, che in quanto tali restano inalterate nel tempo e trascendono la storia. Congiungendo tutti i campi del reale secondo una concezione propria peraltro dell'astrologia e della magia, a cui Ficino rivolge notevoli interessi in virtù dell'unione vitale del mondo da essi presupposta, filosofia e religione si fondono così in una visione d'insieme di reciproca complementarità, sottolineata anche nell'accostamento di termini come «pia philosophia», o «teologia platonica». Strumento dell'amore nel suo farsi portavoce dell'Uno è principalmente la Bellezza.
Nel pensiero di Marsilio Ficino, Gesù Cristo è considerato un maestro spirituale, inviato da Dio per il bene dell'umanità:
(De Christiana religione, cap. 4)
Elevando il cristianesimo a religione suprema, Ficino asserì che l'Incarnazione del Cristo era avvenuta anche perché Dio si potesse riunire «a tutti gli aspetti della creazione».

## L'eredità

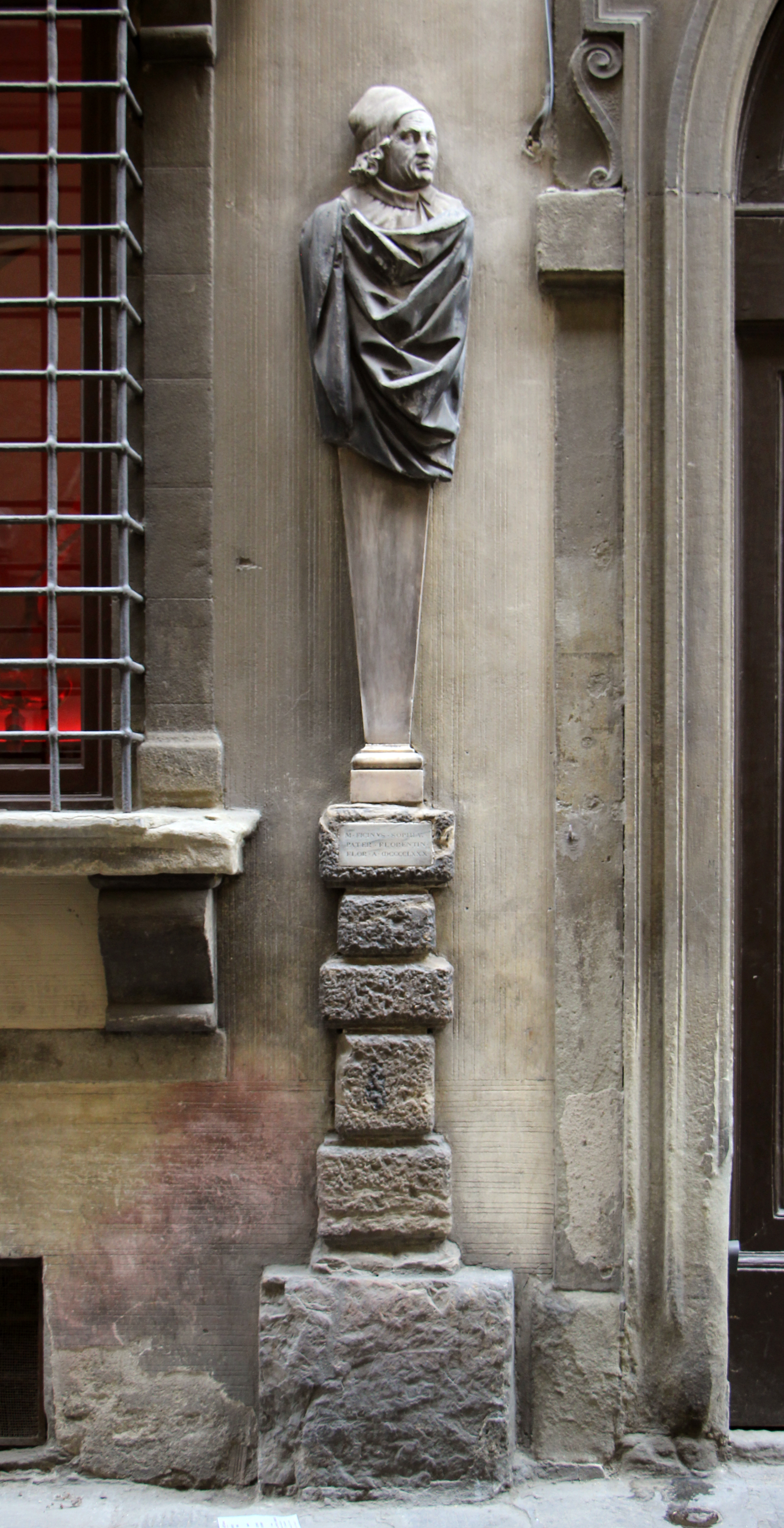
Erma di Marsilio Ficino sul Palazzo dei Visacci

Pur esercitando un fortissimo impulso al rinnovamento del panorama filosofico dell'Europa, in cui da diversi paesi si faceva costante richiesta delle sue opere, dopo la fine del Rinascimento Ficino venne tradotto e commentato sempre meno, fino a essere accusato, immeritatamente, di un ritorno al paganesimo. In Italia, dove è riconosciuta la sua influenza sull'ermetismo cinquecentesco, e in particolare su Giordano Bruno, sarà Giambattista Vico a raccogliere nel Settecento l'eredità neoplatonica di Ficino, di cui lesse l'opera di traduzione, rammaricandosi del fatto che la filosofia moderna si fosse allontanata da lui, rinchiudendosi nelle angustie mentali di Cartesio.
Sottoposto ad attacchi nel corso del Novecento che giudicarono «retorici» e «privi di valore» i suoi scritti, Ficino è stato rivalutato dallo psicanalista scrittore James Hillman, che lo definì uno «psicologo del profondo» e «precursore della psicologia junghiana», per il suo incitamento a leggere e interpretare ogni affermazione proveniente dai campi più disparati, sia della scienza sia della teologia, nell'ottica dell'esperienza psicologica dell'anima, la quale viene vista cioè come «mediazione e compendio» dell'universo.
La conoscenza dell'anima è infatti per Hillman la «quintessenza del neoplatonismo italiano», in cui giacciono sepolte le «fantasie mistiche» di questo «strano uomo che suonava inni orfici sul liuto, che studiava la magia e componeva canti astrologici, quest'uomo gobbo, bleso, politicamente timido, senza amore, malinconico traduttore di Platone, Plotino, Proclo, Esiodo, dei Libri Ermetici, autore lui stesso di alcuni tra gli scritti più diffusi e influenti (Commento al Simposio) e scandalosamente pericolosi (Liber de vita) del suo tempo».
La centralità attribuita da Ficino all'anima, per la quale, ancora ragazzo, Cosimo de' Medici lo considerava «prescelto alla cura delle anime» come suo padre medico lo era dei corpi, convinse anche Erwin Panofsky che egli «ebbe un impatto paragonabile per estensione e intensità solo a quello prodotto oggi dalla psicoanalisi».
Notevole è ad esempio l'intuizione di Ficino del potere psicosomatico nella cura delle malattie, e in quello che la medicina moderna considera un effetto placebo: 
(Ficino, De vita)

## Opere
- De voluptate (1457-8).

Frontespizio di una edizione del 1560 del De triplici vita

- De amore  o Commentarium in Convivium Platonis (1469).
- Teologia platonica (1474).
- De religione Christiana et fidei pietate (1475–6).
- Theologia platonica de immortalitate animarum (1482).
- Compendium in Timaeum (1484).
- De vita libri tres (1489) (Leggibile qui)
- De lumine (1492).
- (LA) De sole, Firenze, Antonio Miscomini, 1493.
- In Epistolas Pauli commentaria (Venezia 1491; Firenze 1497).
- El libro dell'amore
- De vita
- Sopra lo amore ovvero Convito di Platone Archiviato il 13 luglio 2016 in Internet Archive.
- La religione cristiana
- Sebastiano Gentile a cura di), Lettere, I: Epistolarum familiarum liber I, Firenze, Olschki, 1990.
- Sebastiano Gentile a cura di), Lettere, II: Epistolarum familiarum liber II, Firenze, Olschki, 2010.

### Traduzioni italiane
- Teologia platonica, saggio introduttivo, traduzione, note e apparati di Errico Vitale. Milano, Bompiani, 2017.
- Anima mundi: scritti filosofici, a cura di Raphael Ebgi. Torino, Einaudi, 2021.
- Scritti sull'astrologia a cura di Ornella Pompeo Faracovi. Milano, Biblioteca Universale Rizzoli, 2000.
- Sopra lo amore ovvero Convito di Platone, a cura e con uno scritto di Giuseppe Rensi. Milano, SE, 2013.
- Sulla vita, introduzione, traduzione, note e apparati di Alessandra Tarabochia Canavero; presentazione di Giovanni Santinello, Milano. Rusconi, 1995.

### Commenti a Platone
- Sandra Niccoli (a cura di), Marsilio Ficino: El Libro dell’Amore. Olschki, Florenz 1987, ISBN 88-222-3518-5 edizione critica del suo commento al Simposio)..
- Arthur Farndell (a cura di), Gardens of Philosophy. Ficino on Plato. Shepheard-Walwyn, Londra, 2006, ISBN 978-0-85683-240-6 (Traduzione inglese delle introduzioni di Ficino a 25 dialoghi di Platone e brevi commenti a 12 lettere attribuite a Platone).
- Arthur Farndell (a cura di), All Things Natural: Ficino on Plato's Timaeus, Shepheard-Walwyn, 2010.
- Arthur Farndell (a cura di), On the Nature of Love: Ficino on Plato's Symposium, Shepheard-Walwyn, 2016.
- Michael J.B. Allen (a cura di), Marsilio Ficino: Commentaries on Plato, Volume 1: Phaedrus and Ion. Harvard University Press, Cambridge (Massachusetts) 2008, ISBN 978-0-674-03119-7 (edizione critica e traduzione inglese).
- Maude Vanhaelen (a cura di), Marsilio Ficino: Commentaries on Plato, Volume 2: Parmenides. 2 tomi. Harvard University Press, Cambridge (Massachusetts) 2012, vol. 1 ISBN 978-0-674-03119-7; vol. 2 ISBN 978-0-674-06472-0  (testo latino e traduzione inglese).
- Michael J.B. Allen (a cura di), Marsilio Ficino: The Philebus Commentary. University of California Press, Berkeley 1975, ISBN 0-520-02503-2 (edizione critica del commento al Filebo e traduzione inglese).
- Michael J.B. Allen (a cura di), Icastes: Marsilio Ficino’s Interpretation of Plato’s Sophist. University of California Press, Berkeley 1989, ISBN 0-520-06419-4 (edizione critica del commento al Sofista e traduzione inglese).
- Michael J.B. Allen (a cura di), Nuptial Arithmetic. Marsilio Ficino’s Commentary on the Fatal Number in Book VIII of Plato’s Republic. University of California Press, Berkeley 1994, ISBN 0-520-08143-9 (edizione critica della traduzione latina di Ficino di una sezione dell'ottavo libro della Repubblica di Platone e il suo commento, con traduzione in inglese).
- Pierre Laurens (a cura di), Marsile Ficin: Commentaire sur le Banquet de Platon, De l’amour. Commentarium in convivium Platonis, De amore. Les Belles Lettres, Parigi, 2002, ISBN 2-251-34459-4 (edizione critica del commento al Simposio, con traduzione francese).

### Commenti a Plotino
- Marsilio Ficino: Commentary on Plotinus, Harvard University Press, Cambridge (Mass.) 2017 ss. (edizione critica in sei volumi e traduzione inglese)
  - volumi pubblicati:
  - Stephen Gersh (a cura di), Ennead III, Part 1 (2017)
  - Stephen Gersh (a cura di), Ennead III, Part 2 and Ennead IV (2018).

### Edizioni
- Marsilio Ficino, Commentarius in Convivium Platonis, in Venetia, Giovanni Farri e fratelli, 1544.
- Marsilio Ficino, De christiana religione, Firenze, Nicolò di Lorenzo, circa 1476.
- Marsilio Ficino, De triplici vita, Lugduni, apud Gulielmum Rouillium sub scuto Veneto, 1560.
- Marsilio Ficino, Theologia Platonica De immortalitate animorum, a cura di Gilles Gourbin, apud Aegidium Gorbinum, 1559.
- Marsilio Ficino, Opera omnia, Torino, Bottega d’Erasmo, 1959–1962. (ristampa anastatica dell'edizione di Basilea, 1576).
- Marsilio Ficino, Opere. Lettere e carteggi, in Vinegia, appresso Gabriel Giolito de' Ferrari, 1563.
- Marsilio Ficino, Opere. Lettere e carteggi, in Vinegia, appresso Gabriel Giolito de' Ferrari, 1548.
- Marsilio Ficino, De vita libri tres, (1489) a cura di Albano Biondi e Giuliano Pisani, Biblioteca dell'Immagine, Pordenone 1991, pp. XXXV-501.
- Marsilio Ficino, Scritti sull'astrologia, a cura di Ornella Pompeo Faracovi, Milano, BUR, 1999, ISBN 978-88-586-5688-4.